# Arjomulyo
Arjomulyo is een bestuurslaag in het regentschap Kebumen van de provincie Midden-Java, Indonesië. Arjomulyo telt 1448 inwoners (volkstelling 2010).